# Eu haere ia oe
Eu haere ia oe (Où vas-tu ?) est un tableau de Paul Gauguin, également connu sous le nom de La Femme au fruit. Il l'a peint en 1893 à Tahiti. Depuis 1948, elle fait partie de la collection du musée de l'Ermitage de Saint-Pétersbourg.

## Description
Entre 1891 et 1893, Gauguin séjourne pour la première fois à Tahiti, où il espère trouver un paradis préservé. Même si la domination européenne avait déjà apporté de nombreux changements sur l'île, la végétation tropicale et la vie quotidienne des habitants de ces années-là constituaient encore une source d'inspiration presque inépuisable pour le peintre. Il a donné des titres dans la langue autochtone à de nombreuses toiles qu'il a peintes durant cette période.
Une rencontre fortuite est le sujet de Eu haere ia oe. Selon l'anthropologue suédois et expert de Gauguin Bengt Danielsson, la question était « où vas-tu ? » dans ce cas, c'est la salutation habituelle sur l'île. Les femmes en arrière-plan posent la question à une jeune femme vêtue d'un paréo joliment décoré et tenant dans ses mains une citrouille évidée, probablement remplie d'eau. Il s'agit probablement d'un portrait de Tehamana, la vahiné de Gauguin, qu'il a rencontrée lorsqu'elle avait treize ans et avec qui il a vécu. Elle figure dans de nombreux tableaux de cette époque, comme Vahine no te vi (Femme à la mangue) de 1892.
Lors de son séjour à Tahiti, Gauguin avait l'habitude de peindre plusieurs fois le même sujet, avec parfois de légères différences entre les versions. Eu haere ia oe remonte à Te Nave Nave Fenua (Belle Terre). Dans ce tableau, une Ève tahitienne en pied est représentée sur toute la longueur de la toile. La femme d’Eu haere ia oe est peut-être représentée de manière moins monumentale, mais le tableau dans son ensemble a ainsi gagné en harmonie.
Il existe une deuxième version, presque identique, de la toile, qui se trouve maintenant à la Staatsgalerie de Stuttgart. La principale différence entre les deux œuvres réside dans la femme représentée : la toile de Stuttgart représente Titi, la première maîtresse de Gauguin sur l'île, qu'il abandonna plus tard parce qu'elle était considérée comme trop européenne en tant que métisse. Dans le tableau, elle ne tient pas une citrouille, mais un chien. De plus, elle a une posture beaucoup plus rigide.
Enfin, la pose de la femme de devant en arrière-plan présente de nombreux parallèles dans l'œuvre de Gauguin. Un exemple bien connu est la symbolique Nafea faa ipoipo ? (Quand te maries-tu ?).

## Origine
- Propriété du marchand d'art Ambroise Vollard.
- 29 avril 1908 : Ivan Morozov achète le tableau pour 8 000 francs.
- 1918 : Transféré au Musée de la Nouvelle Peinture occidentale de Moscou.
- 1923 : Ce musée fait partie du Musée national du nouvel art occidental.
- 1948 : Transféré à l'Ermitage.

## Œuvres similaires

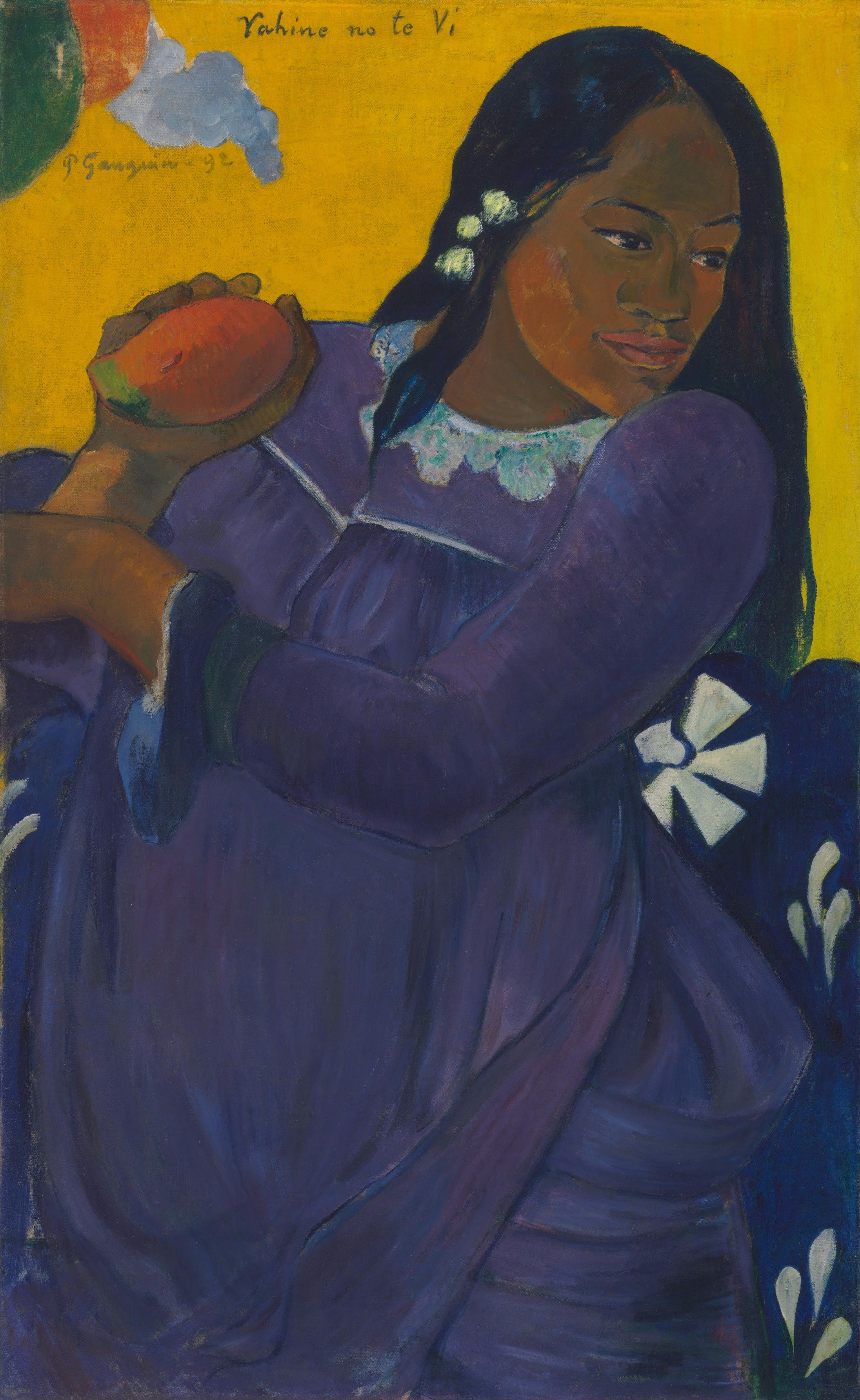
Vahine no te vi (1892)
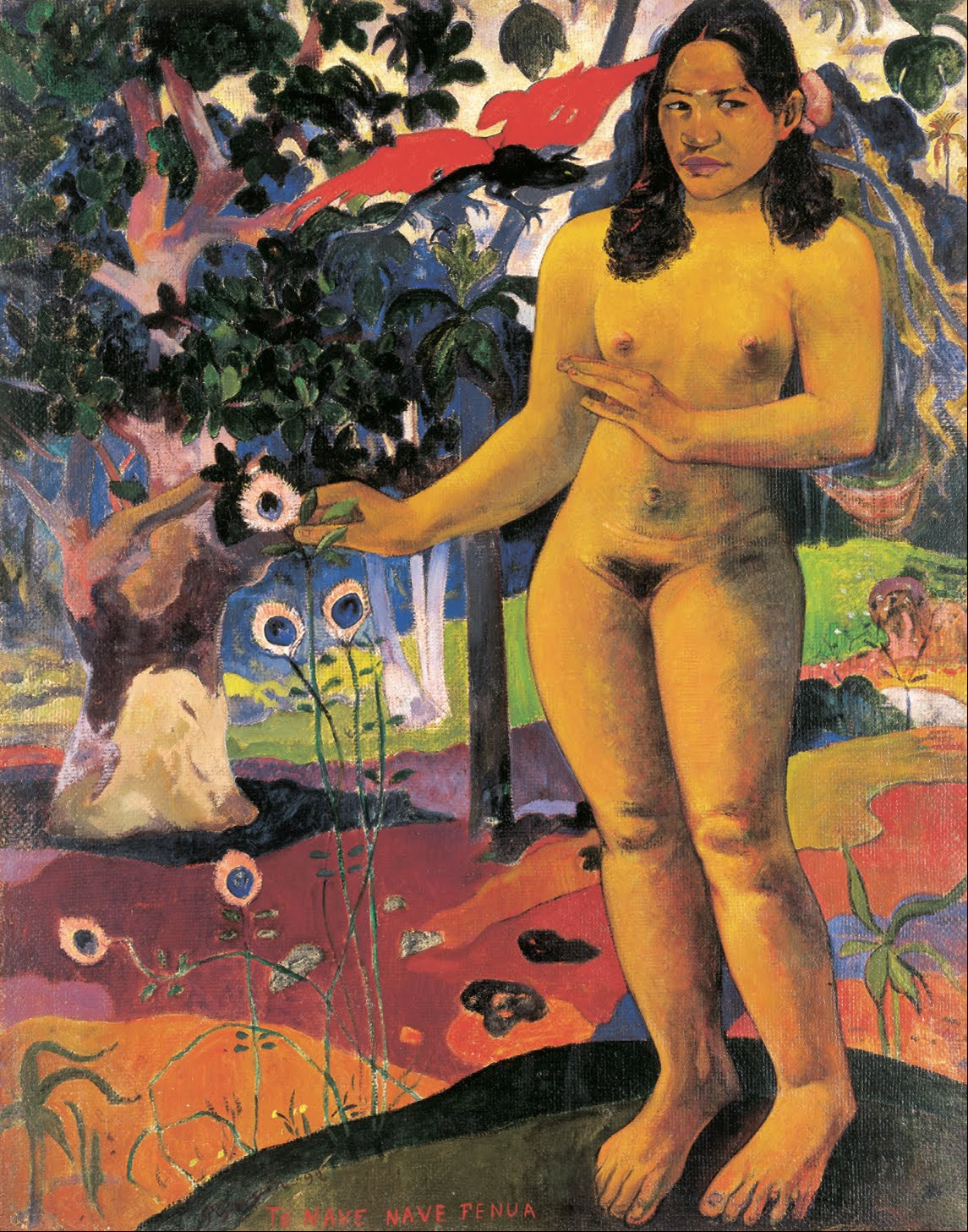
Te Nave Nave Fenua (1892)
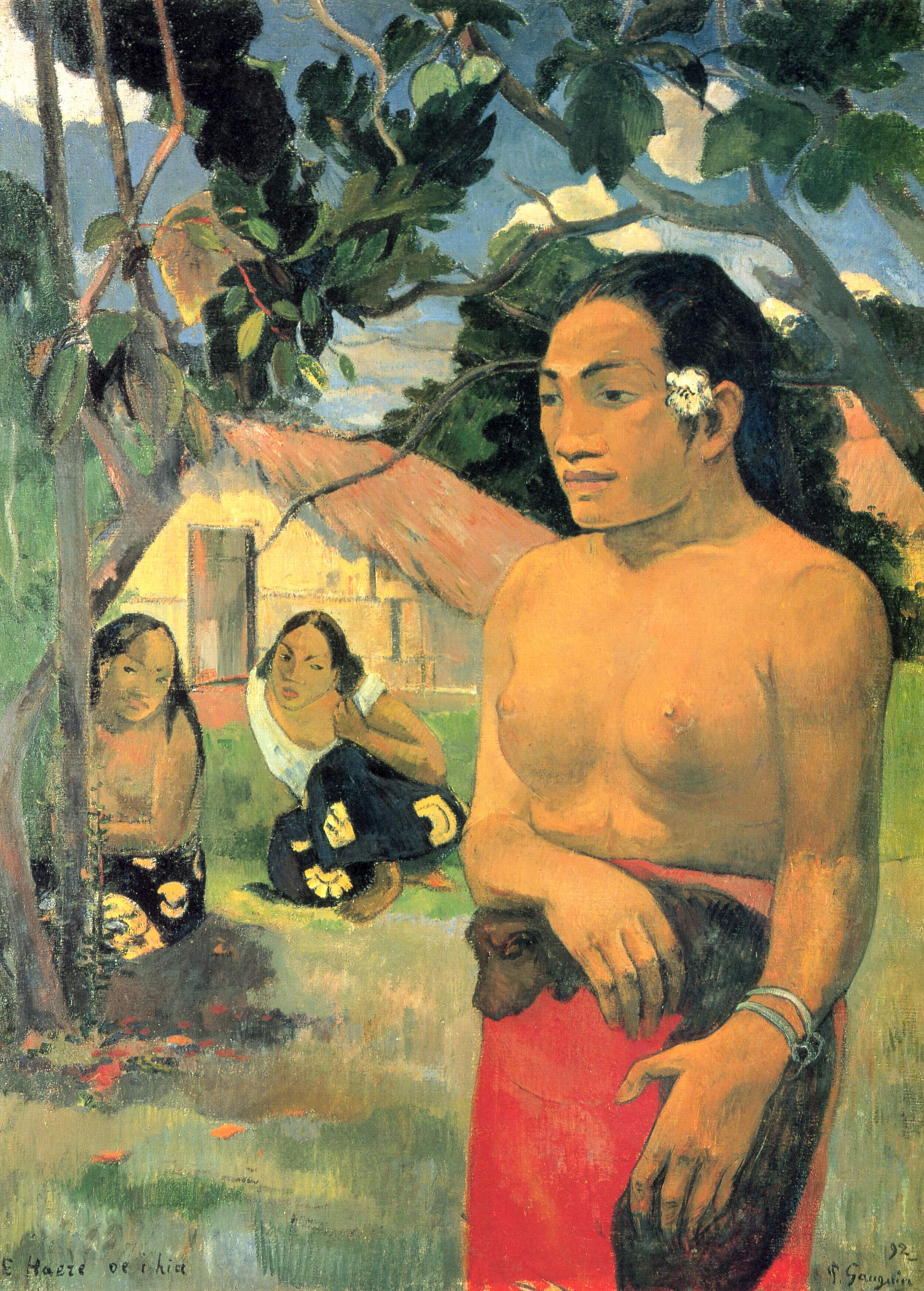
E haere oe i hia (1892)
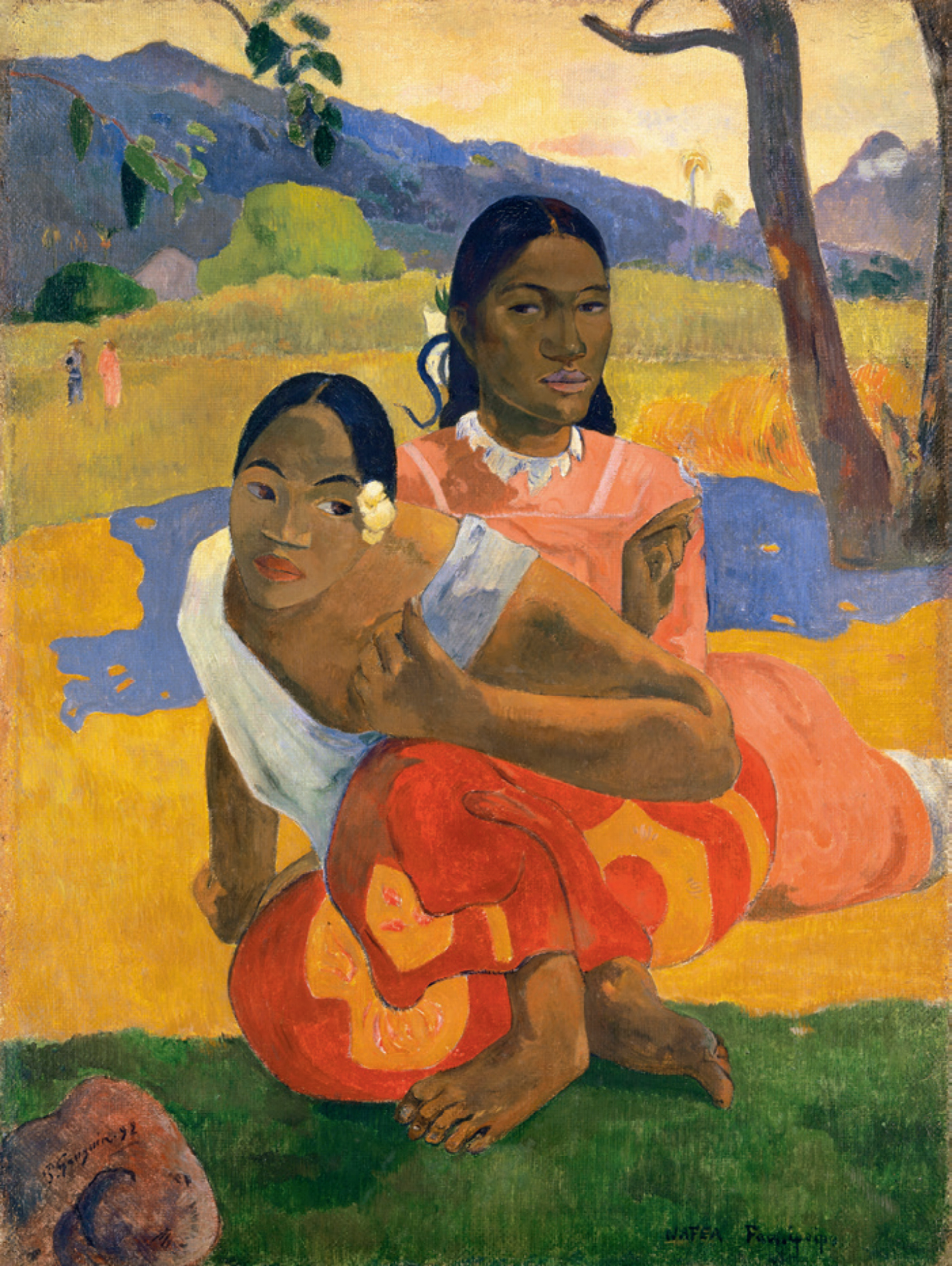
Quand te maries-tu ? (1892)

## Littérature
- Albert Kostenevich (red.) (2012). Impressionnisme : sensatie & inspiratie. Favorieten uit de Hermitage. Amsterdam : Hermitage pp. 128–30

## Source de traduction
- (nl) Cet article est partiellement ou en totalité issu de l’article de Wikipédia en néerlandais intitulé « Eu haere ia oe (Waar ga je heen?) » (voir la liste des auteurs).